# Montana heinrichi
Montana heinrichi är en insektsart som först beskrevs av Willy Adolf Theodor Ramme 1929.  Montana heinrichi ingår i släktet Montana och familjen vårtbitare. Inga underarter finns listade i Catalogue of Life.